# برونو کنژویچ
برونو کنژویچ (کرواتی: Bruno Knežević؛ ۱۲ مارس ۱۹۱۵ – ۲۶ مارس ۱۹۸۲) بازیکن فوتبال اهل یوگسلاوی بود.
از باشگاه‌هایی که در آن بازی کرده است می‌توان به باشگاه فوتبال دینامو زاگرب و باشگاه فوتبال بئوگراد اشاره کرد.
وی همچنین در تیم ملی فوتبال یوگسلاوی بازی کرده است.